# Abillament formal

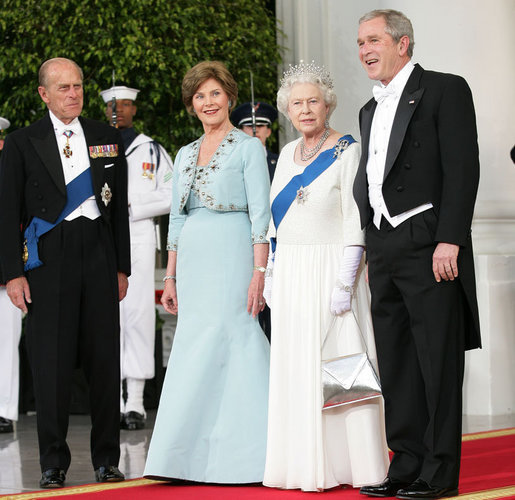
Abillament formal de la reialesa britànica

L'abillament formal o roba formal és un conjunt de peces de roba originades a Occident, al segle XIX, que s'utilitzen en esdeveniments professionals o importants, ja que es considera més adient per a aquestes ocasions i es deriva de normes de protocol social. La vestimenta formal, com el frac, està dotada de símbols que representen el poder, la classe social i el sentit de l'estètica, configurant marcadors de diferenciació de classe.

## Història
Des del Renaixement, amb el naixement d'una burgesia mercantil (que estava formada només per homes), la roba es va ajustar a les etiquetes socials per tal d'imposar una forta autoafirmació per part de les classes dominants.
Al segle XIX hi ha una transició del món feudal medieval al món capitalista i burgès, el món modern. En contrast amb el barroc i el rococó, que es consideraven moviments amb excés de guarniments, pes i decoracions, van sorgir nous moviments i, juntament amb ells, noves tendències de roba.

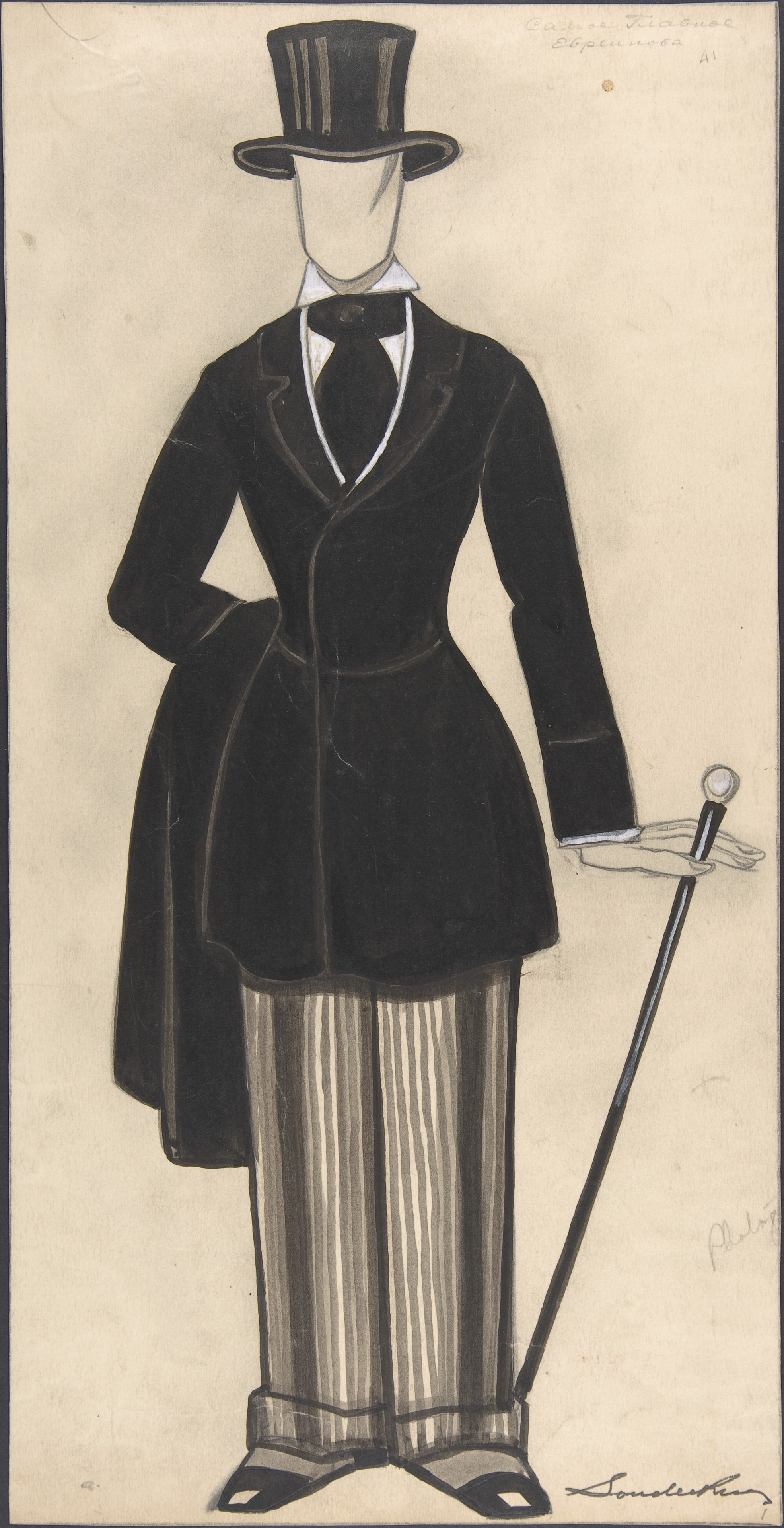
Home des de principis de segle. XX amb vestit

Cap al 1850, un estil de vestir més sobri, en relació amb els presents en el rococó, el romanticisme, el neoclassicisme, etc., comença a popularitzar-se en la indumentària masculina. Si bé es conservava la fantasia i la decoració per a les dones de classe alta que no treballaven, l'hegemonia del vestit i la corbata, sempre de colors neutres, va arribar al vestuari masculí. Així, comencem a notar les influències de la Revolució Industrial en la indumentària. No només això, sinó també en el treball. Mentre l'home vestia de manera neutra i pràctica, la dona demostrava el seu estatus social a través de la roba.

### Dandisme
A partir del segle XIX, el paper de la dona va començar a decaure a Occident com a conseqüència del període d'industrialització. Els homes eren més actius econòmicament i les dones assumien el rol d'esposa i mestressa de casa, fet que accentuava la diferència entre la manera de vestir de cada sexe. El romanç i el predomini eròtic van caracteritzar aquesta època, influenciant notablement la moda. La roba es va tornar més glamurosa i plena de detalls. La vestimenta masculina consistia en pantalons més llargs i amples, guarniments al coll que cridaven l'atenció i llaços que van aparèixer cap a la dècada de 1830.
Així, neix l'estil dandy, caracteritzat per la seva extravagància i enfocament masculí. Els orígens exactes del dandisme no estan clars, però se sap que va sorgir sota la influència de l'estil de George Bryan Brummel, també conegut com Beau o Buck Brummel. Es descriu com l'home més famós i influent del Londres de principis del segle XIX. La contribució de Brummel es va iniciar gràcies als seus estrets llaços amb el príncep regent d'Anglaterra, el futur rei Jordi IV. Anglaterra va esdevenir cada cop més influent que França, cosa que va servir de palanca per a la dispersió de la moda per tot el món occidental. La roba aleshores era descrita per la societat burgesa com a elegant i sòbria.
Un home dandy és aquell que es preocupa molt pel seu aspecte físic, el seu llenguatge refinat i les seves aficions tranquil·les. A partir d'aquesta definició, l'any 1944 va sorgir el terme "metrosexual", que prové de la combinació de "metropolità" i "heterosexual". És a dir, un home que viu en una ciutat metropolitana, postindustrial i capitalista que gasta gran part dels seus diners i temps en el seu aspecte.
Oscar Wilde, un influent escriptor anglès que va seguir el dandisme, va dir: "L'home que pot dominar una taula de sopar a Londres pot dominar el món. El futur pertany al dandy. El refinat dominarà el món." L'escriptor es vestia amb vestits tan excèntrics fins i tot cent anys després de l'aparició d'aquesta moda. Vestir-se d'aquesta manera, que de vegades es considerava andrògina, es va convertir en una manifestació cultural i artística, pensant en el dandi com un creador que fa de la seva persona una obra d'art per presentar al món.
Per tant, Brummel va ser el responsable de l'origen del vestit d'home modern. Amb el temps, el vestit va guanyar una gran popularitat entre els homes de gran èxit econòmic, i els teixits i la producció es van anar abaratint i adaptant a persones amb diferents nivells adquisitius, fet que va popularitzar completament aquesta peça de roba.

## Les dones

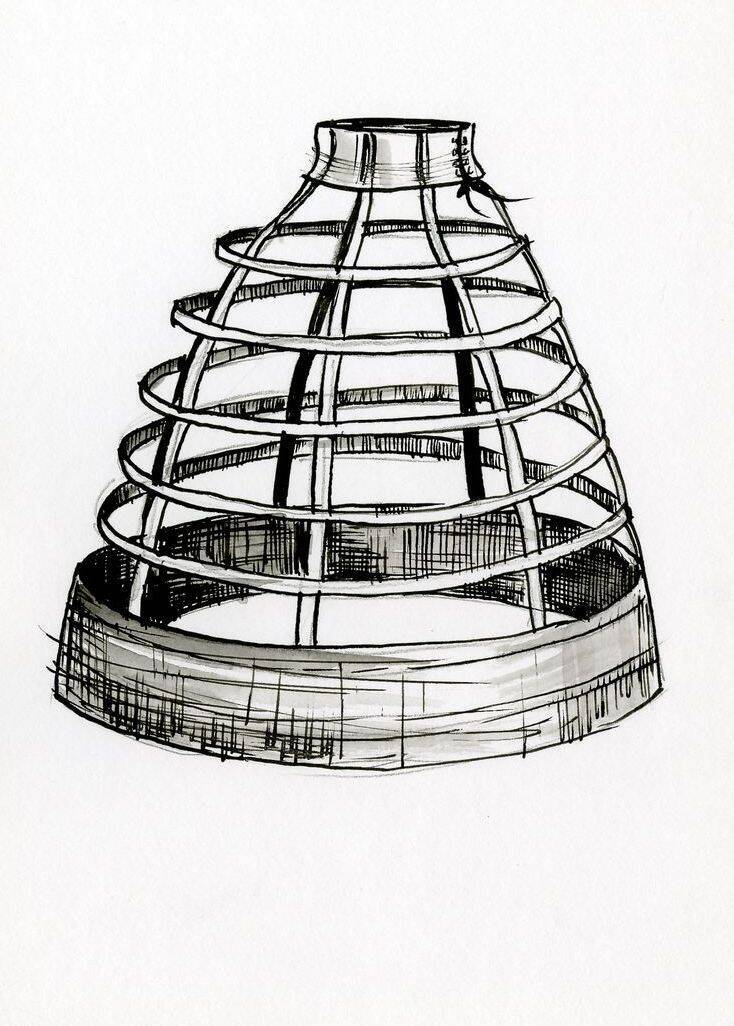
Crinolina, que dona estructura a les faldilles

Per a les dones de l'alta burgesia, el vestit Imperi va ser substituït per la cotilla, acompanyada de la crinolina que donava estructura a les faldilles. En aquella època, les dones es trobaven en situacions de submissió als homes, que imposaven vestits amb escots i colls alts, i faldilles que arribaven fins al terra.
L'any 1851, la senyora Bloomer va presentar una proposta de roba per a dones: una faldilla ampla fins als genolls i uns pantalons amples fins als turmells, lligats a la cintura amb una cinta, a més de detalls orientals a la roba. Aquest vestit va interessar a moltes dones i fins i tot va ser adoptat per les sufragistes. Tanmateix, finalment va ser reprimit perquè es considerava indignant per a la posició dels homes i suggeria una possible revolució femenina.

## La fi del dandisme
A partir de l'any 1880, després de la Revolució Industrial, es va començar a considerar que els homes ja no s'havien de preocupar per la moda, i es van reservar les novetats per als vestuaris de les dones. Per tant, el "vestit dandy" continua gairebé sense canvis fins avui, mentre que la roba de dona ha evolucionat molt.

## Tipus de roba formal
- “Corbata blanca”, “cravate blanche” : frac.
- “Corbata negra”, “cravate noire” (després de les 18:00): esmòquing.
- “Jaqueta” o “vestit de cerimònia” (durant el dia, abans de les 18 h): jaqué .

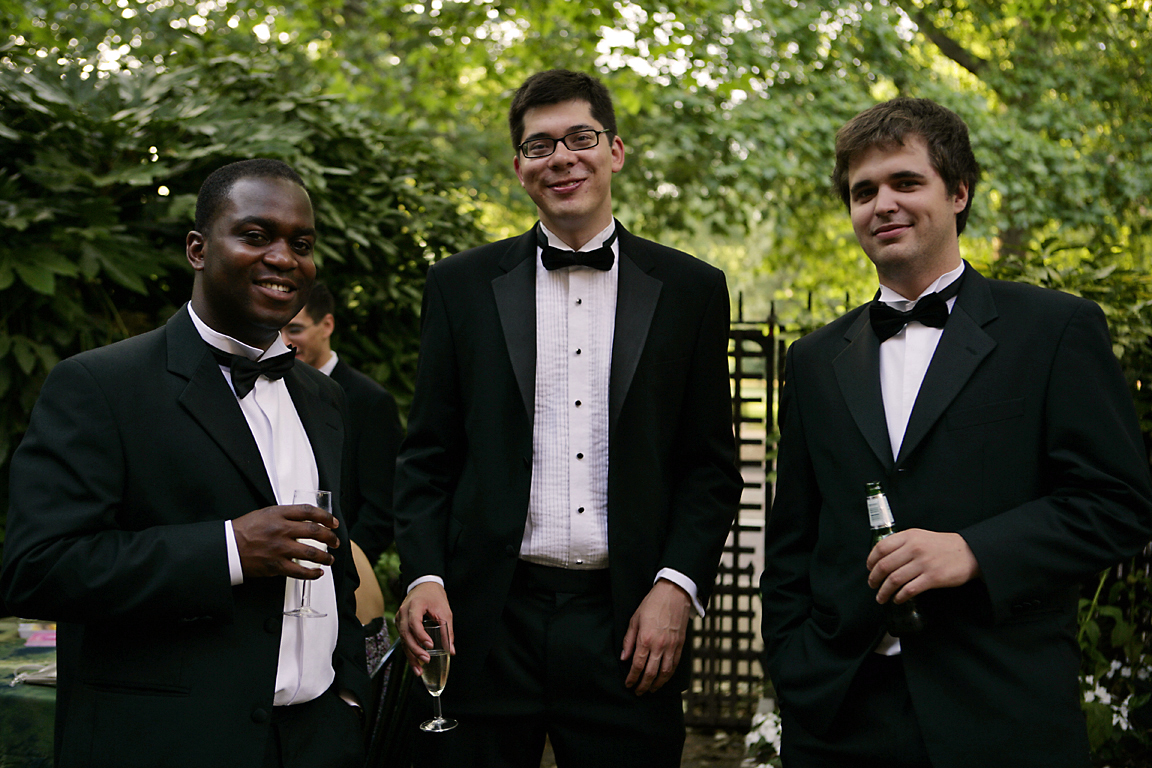
Tres homes amb esmòquing.

- “Sopar informal” o “vestit fosc”.[8]

### Grau alt de cerimònia – dia i nit:Frac
- Home: Abric, llaç blanc, decoracions i miniatures, sabates de xarol negre.
- Dona: Vestit llarg, fet de teixit amb brillants i pedres, guants i sabates de taló alt, preferiblement recobert de tela.[8]

### Cerimònies, casaments i actes formals – dia:Frac
- Homes: frac, corbata, sabates oxford clàssiques .
- Dones: vestit curt (al genoll ), mitges (o lycra ), barret i guants (opcional).[8]